# Gerardo Murguía
Gerardo Murguía, właściwie Gerardo Murguía Cámara (ur. 9 grudnia 1958 w Meksyku) – meksykański aktor telewizyjny i model.

## Filmografia

### Telenowele
- 1984: Principessa
- 1985: Vivir un poco
- 1985: Los años pasan
- 1986: Lista negra
- 1986: Seducción
- 1987: Rosa salvaje jako Martín
- 1990: Amor de nadie jako Jaime
- 1991: Atrapada jako René Pizarro
- 1994: Caminos cruzados jako Manuel Ulloa
- 1995: Pobre niña rica jako Carlos Villagrán
- 1996: Serce Clarity (Luz Clarita) jako Servando
- 1997: Mi pequeña traviesa jako Manuel
- 1998: Camila jako Andrade
- 1998: Krople miłości (Gotita de amor) jako Ricardo Sotomayor
- 1998-1999: Daniela i przyjaciele (El diario de Daniela) jako Enrique Monroy #2
- 1999: Porywy serca (Por tu amor, 1999) jako dr Sergio Zambrano
- 1999-2000: Cuento de Navidad jako Lic. Padilla
- 2000: Rayito de luz jako José Niño
- 2000: Siempre te amaré jako Román Castillo Arteaga
- 2001: Navidad sin fin jako Sebastián
- 2001: Aventuras en el tiempo jako Marcos Flores
- 2003: De pocas, pocas pulgas jako Alonso Lastra
- 2005: Barrera de amor jako Adolfo Valladolid López
- 2005: Piel de otoño jako Gustavo Hellman
- 2007: Amor sin maquillaje
- 2007: La fea más bella jako Octavio
- 2008: Juro que te amo jako Celestino Charolet
- 2008-2009: En nombre del amor jako Juan Carmona
- 2011: Moje serce bije dla Loli (Mi corazón insiste) jako Marcelo Santacruz
- 2011-2012: Amorcito corazón jako Jorge Solís
- 2013-2014: Oblicza miłości (De que te quiero, te quiero) jako Tadeo Vargas
- 2016: Droga do szczęścia (Un camino hacia el destino) jako Teo Saldívar
- 2016: Corazón que miente (Serce które kłamie) jako Eduardo Moliner Arredondo

### Seriale TV
- Mujer, casos de la vida real (1994-2002)
- Vecinos (2006) jako Santiago
- Como dice el dicho (2011)
- La rosa de Guadalupe (2008-2011)

### Filmy fabularne
- 1984: San Judas de la frontera
- 1984: El mil usos II
- 1986: Gringo mojado jako Federal
- 1994: Muralla de tinieblas
- 1995: Mecánica mexicana
- 1997: Jóvenes amantes jako Pedro Samaniego
- 2008: 24 cuadros de terror jako Lady Killer II
- 2010: Contraluz jako Oscar